# Golfo de Vizcaya
Golfo de Vizcaya és una pel·lícula espanyola del 1985 dirigida per Javier Rebollo. La pel·lícula es va presentar al Festival Internacional de Cinema de Sant Sebastià el mes de setembre de 1985, costant 60 milions de pessetes i estava subvencionada pel Govern basc i la Direcció General de Cinema del Ministeri de Cultura. Ha estat doblada al català.

## Argument
Lucas (Omero Antonutti) és un periodista basc en edat madura amb un fosc passat que ha hagut de residir a França durant 15 anys. Ara torna a la seva ciutat natal, Bilbao, on troba treball a un diari local substituint Itxaso, que ha hagut de passar a la clandestinitat per ser militant d'ETA. Llavors coneix a una jove anomenada Olatz (Sílvia Munt), xicota d'un pres d'ETA, amb la que mantindrà una relació intensa... Però en investigar els afers que ha deixat l'Itxaso una sèrie d'esdeveniments assetjarà la seva intimitat fins fer-lo esclatar...

## Repartiment
- Omero Antonutti - Lucas
- Amaia Lasa - Itxaso
- Sílvia Munt - Olatz
- Patxi Bisquert - Ander
- Mario Pardo - Mateo
- Juan Diego - Comissari
- Luis Iturri - Advocat

## Producció
Es tracta d'un thriller urbà a l'estil de Claude Chabrol que posa sobre la taula temes força polèmics aleshores: la lluita contra ETA per les Forces de Seguretat de l'Estat, la guerra bruta del GAL i Herri Batasuna. La trama, però, és confusa, fou mal rebuda per la crítica i esdevingué un fracàs comercial.